# Шесть мёртвых болгар
Шесть мёртвых болгар (Six Dead Bulgarians, Six Dead Bulgars, 6МБ, ШМБ) — архангельская группа экспериментальной индустриальной электроники. Одна из первых групп этого жанра на постсоветском пространстве.

## История
Группа начала свою деятельность в Архангельске в 1994 году. Изначально коллектив состоял из Алексея Чулкова и Антона Ковалёва. Их ранние работы — смесь индустриальных аналоговых шумов, записанных в производственном цехе архангельского автопредприятия № 1 на любительскую аппаратуру. Музыка представляла собой эмбиент, исполненный на аналоговых синтезаторах, с вкраплением дроун-экспериментов над живыми инструментами (аккордеоном, акустической гитарой, игрушечной дудкой). При записи группа также активно использовала различные предметы домашней утвари (например, кастрюли), виниловые пластинки фирмы «Мелодия», искажённые ревербератором «Лель», и семплы, записанные через микрофон «МД-200». Все записи сводились в домашних условиях на бытовых магнитофонах. Кассетные альбомы изготавливались и оформлялись самими музыкантами и распространялись ограниченными тиражами.
Первый альбом под названием «Маразм;а» был записан в мае-июне 1995 года. Альбом не издавался ни под каким лейблом, а распространялся аудиопиратами в местных ларьках аудио- и видеотехники. Позже лучшие композиции «кассетного периода» группы были переизданы малым CD-R тиражом лейблом «Fight Muzik» (Санкт-Петербург).
В этом же году был записан второй альбом под названием «Никакого насилия над психикой» (при записи уже применялось более профессиональное оборудование, в частности, портастудия). Третий альбом «Тайна чёрного ящика» был записан в 1996 году. Для записи второго и третьего альбомов коллективу были даны новые названия — «Уроды» и «Ровные польские дыры» соответственно.

Идея была характерна для техно-проектов: 100 кассет — 100 названий. Но потом они вернули себе первоначальное имя, поклявшись его не менять больше никогда. «Именно это название самое хорошее, чистое, светлое и не гнилое».— журнал «Птюч», №12, 1996
Как и «Маразм;а», «Никакого насилия над психикой» и «Тайна чёрного ящика» распространялись самиздатом. Эти альбомы — смесь нойза, эмбиента и даркфолка. В записи принимали участие Антон Ковалёв, Алексей Чулков и Степан Савиных.
15 июля 1996 года был издан альбом «В бункере не страшно». Он слегка отличался от прежних работ: композиции «Бляды Бурят» и «Ненецкая оккупация» были записаны в этническом стиле. Этой работой группа окончательно закрепила за собой название «Шесть мёртвых болгар».
В 1997 году был выпущен альбом «Реинкарнация».
Постепенно группа набрала популярность в России и начала выступать на различных фестивалях (в частности, на фестивале «Восточный удар», так называемом «первом регулярном рейве России»), также у неё появился официальный лейбл.
В 1999 году Алексей Чулков, один из двух основателей группы, приобрёл героиновую зависимость. В 2001 году Алексей скончался в психиатрической больнице при невыясненных обстоятельствах.
Старший брат Алексея Александр Чулков собрал все его семплы и создал из них альбом «Непосредственно перед реинкарнацией». Релиз был выпущен на компакт-диске в 2001 году. В 2002 году глава лейбла «Fight Music» Андрей Комаров также издал посмертный сборник композиций Алексея «Arch-Angelsk», ориентированный преимущественно на западную аудиторию. В 2003 году Комаровым был выпущен ещё один подобный сборник («Маразм:А»), на этот раз предназначенный для отечественного слушателя. После смерти Алексея Чулкова деятельность группы была заморожена до конца нулевых.

Лёха Чулков — торчал по схеме на героине, умер в психиатрической лечебнице на ломках (то ли суицид, то ли был убит местными обитателями потому, как спать мешал). Стёпа Савиных — отсидел срок за героин, закончил СГМУ по специальности психиатрия, живёт в Питере. Антон Ковалёв — после неудачного суицида ушёл в бизнес, имеет вместе с братом совместный гешефт, живёт в Архангельске. По сути, карма отработана всеми.— Александр Чулков, официальная страница группы в социальной сети VK, 27.04.2014
В настоящее время группа продолжает выступать с концертами в клубах и на open-air-фестивалях России, изменив звучание на медитативный эмбиентный нойз и дроун с элементами этники, фольклора и даунтемпо.

## Состав

### Текущий состав
- Александр Чулков (с 2001 года);
- Пётр Абысов (с 2008 года);
- Михаил Карлос (с 2013 года);
- Алла Мегаома (с 2018 года);
- Ксения Чулкова (с 2017 года);
- Сергей Жигальцов (с 2004 года);

### Бывшие участники
- Антон Ковалёв (1994—1996);
- Алексей Чулков (1994—2001; † 2001);
- Степан Савиных (1996—2000);
- Фёдор Багрецов (с 2017—2023; † 2023).

### Сессионные музыканты
- Алексей Питалов — гитара;
- Евгений Горчаков — вокал;
- Константин Горчаков — клавиши;
- Джаваншир Казымов — тар и саз;
- Максим Дюрягин — саксофон;
- Андрей «Штирлиц» Коломыйцев — синтезаторы, шумелки-гремелки;
- Евгений Савенко — зурна;
- Николай «Корень» Фёдоров — диджериду;
- Олег Кузнецов — перкуссия;
- Лариса Шунина — вокал;
- Анна Амала — вокал;
- Вадим Рыкусов — гитара.

## Дискография

### Шесть мёртвых болгар
- 1995 — «Маразм;а» (самиздат, компакт-кассета, 45 мин.)
- 1996 — «В Бункере Не Страшно» / It’s Not Fearful In The Bunker (самиздат, компакт-кассета, 90 мин.)
- 1996 — «7140-9211» (сингл)
- 1997 — «Реинкарнация» / Reincarnation (демо-кассета)
- 2001 — «Непосредственно перед реинкарнацией» (самиздат, CD-R)
- 2002 — «Arch-Angelsk» (Fight Muzik)
- 2003 — «Marazm:A» (Fight Muzik, CD-R, ограниченный тираж)
- 2013 — «Постижение ясности»
- 2013 — «Неявленное» (GV Sound)
- 2014 — «Девять дней» (GV Sound)
- 2014 — «Внутренний отбор» (GV Sound)
- 2015 — «Зеркало Поля»
- 2015 — «Пустая жизнь Йозефа Кнехта» (GV Sound)
- 2015 — «Мир Д» (GV Sound)
- 2018 — «Фонтанка 121»
- 2019 — «Практика использования пустоты в личных целях» (COD noizes)
- 2020 — «Долгая дорога в Утрехт»
- 2021 — «Противоположная сторона жизни»
- 2022 — «Грани»
- 2023 — «Контакт в поле внимания»
- 2024 — «Жизнь вДали»
- 2025 — «Перелом»

### Сайд-проекты
- 1995 — Уроды / The Deformities, (Алексей Чулков, Антон Ковалев) — «Никакого насилия над психикой» / No Violence Over The Individual (самиздат, компакт-кассета, 60 мин.)
- 1996 — Ровные польские дыры / The Flat Polish Holes, (Алексей Чулков, Антон Ковалёв, Степан Савиных) — «Тайна чёрного ящика» / The Mystery Of The Black Box (самиздат, компакт-кассета, 45 мин.)

### Сольные альбомы
- 1996 — Александр В. Чулков — «Достаточно одной таблэтки» (самиздат, компакт-кассета, 90 мин.)
- 1997 — Александр В. Чулков — Tundra Light (самиздат, компакт-кассета, 60 мин.)
- 1998 — Александр В. Чулков — Closing On Flesh (самиздат, компакт-кассета, 60 мин.)
- 1999 — Александр В. Чулков — «Half Life» (самиздат, компакт-кассета, 60 мин.)

### Совместные работы
- 2001 — De Fabriek — Waterring (долгоиграющий виниловый диск, тираж ограничен 300 копиями)
- 2001 — De Fabriek — Sechs Jazzer im Dreivierteltakt in memoriam Alexy Chulkov
- 2007 — «Матица» — совместно с Moon Far Away
- 2010 — «Музыка несоветских композиторов» — Александр Чулков, Пётр Абысов (Контрольные огни), Сергей Жигальцов (Jazz De Gazz)
- 2010 — «2137» — Александр Чулков, Пётр Абысов
- 2010 — «Типы Архангельской губернии» (Екатерина Зорина, Count Ash Moon Far Away, «Сёётей Ямал» (Певучий Ямал))[5]
- 2010 — «Разрушители систем» — Александр Чулков, Пётр Абысов, Сергей Жигальцов, Ксения Чулкова, Михаил Черенков
- 2010 — «Пробуждение» («Шесть мёртвых огней») — Александр Чулков, Пётр Абысов
- 2011 — «Тишина 29-39» — Хор села Усть-Поча, Тим Дорофеев, Алексей Питалов, Ксения Чулкова, Александр Фирсов